# SLC25A35
SLC25A35 (англ. Solute carrier family 25 member 35) – білок, який кодується однойменним геном, розташованим у людей на 17-й хромосомі. Довжина поліпептидного ланцюга білка становить 300 амінокислот, а молекулярна маса — 32 438.
| 10         |  | 20         |  | 30         |  | 40         |  | 50         |
| ---------- |  | ---------- |  | ---------- |  | ---------- |  | ---------- |
| MDFLMSGLAA |  | CGACVFTNPL |  | EVVKTRMQLQ |  | GELQAPGTYQ |  | RHYRNVFHAF |
| ITIGKVDGLA |  | ALQKGLAPAL |  | LYQFLMNGIR |  | LGTYGLAEAG |  | GYLHTAEGTH |
| SPARSAAAGA |  | MAGVMGAYLG |  | SPIYMVKTHL |  | QAQAASEIAV |  | GHQYKHQGMF |
| QALTEIGQKH |  | GLVGLWRGAL |  | GGLPRVIVGS |  | STQLCTFSST |  | KDLLSQWEIF |
| PPQSWKLALV |  | AAMMSGIAVV |  | LAMAPFDVAC |  | TRLYNQPTDA |  | QGKGLMYRGI |
| LDALLQTART |  | EGIFGMYKGI |  | GASYFRLGPH |  | TILSLFFWDQ |  | LRSLYYTDTK |
|            |  |            |  |            |  |            |  |            |

A: Аланін

C: Цистеїн

D: Аспарагінова кислота

E: Глутамінова кислота

F: Фенілаланін

G: Гліцин

H: Гістидин

I: Ізолейцин

K: Лізин

L: Лейцин

M: Метіонін

N: Аспарагін

P: Пролін

Q: Глутамін

R: Аргінін

S: Серин

T: Треонін

V: Валін

W: Триптофан

Задіяний у таких біологічних процесах, як транспорт, альтернативний сплайсинг. 
Локалізований у мембрані, мітохондрії, внутрішній мембрані мітохондрії.